# Omosarotes singularis
Omosarotes singularis is een keversoort uit de familie van de boktorren (Cerambycidae). De wetenschappelijke naam van de soort werd voor het eerst geldig gepubliceerd in 1860 door Francis Polkinghorne Pascoe. De soort komt voor in Brazilië.